# 鵜川久
鵜川 久（うかわ ひさし、1963年 - ）は、日本の実業家、テラダイン株式会社代表取締役社長。

## 人物・経歴
1963年生まれ。1986年3月、立教大学経済学部経済学科卒業。同年4月、三菱電機株式会社入社。電力システム部門に2年間在籍した後、半導体部門へ異動し、DRAMの営業・マーケティングを担当。
1997年9月、Mitsubishi Electronics Americaへ出向。2000年8月、三菱電機株式会社半導体事業本部海外事業部第一部第一Ｇ課長、2002年4月、同社半導体事業本部メモリ統括部メモリ営業部第一課課長、2003年4月、株式会社ルネサステクノロジー営業本部営業企画部メモリ販売推課長に就任。
2004年6月、株式会社湯浅火薬銃砲店に入社し、専務取締役に就任。2006年4月、株式会社データクラフトに入社、経営企画部長に就任。 
2011年9月、テラダイン株式会社に入社。ATE第二事業部副事業部長、2018年4月、同社取締役ATE第二事業部事業部長兼ATE第四事業部事業部長に就任。
2020年3月、同社代表取締役社長に就任。
エレクトロニクス、テレコム、インターネット産業向けの自動検査装置（ATE）で世界大手メーカーの日本法人の経営者として、日本における販売、サポート、日本市場向けの製品開発、製造のマネジメントを行う。